# IC 3333
IC 3333 је појединачна звијезда у сазвјежђу Дјевица која се налази на листи објеката дубоког неба у Индекс каталогу.
Деклинација објекта је + 13° 7' 58" а ректасцензија 12h 26m 8,9s.